# 廣和
廣和（Quảng Hòa）是越南莫朝憲宗莫福海使用的年號。1541年—1546年。

## 紀年對照表
| 廣和   | 初年     | 2年      | 3年      | 4年      | 5年      | 6年      |
| 西元   | 1541年   | 1542年   | 1543年   | 1544年   | 1545年   | 1546年   |
| 干支   | 辛丑     | 壬寅     | 癸卯     | 甲辰     | 乙巳     | 丙午     |
| 後黎朝 | 元和9年  | 元和10年 | 元和11年 | 元和12年 | 元和13年 | 元和14年 |
| 明     | 嘉靖20年 | 嘉靖21年 | 嘉靖22年 | 嘉靖23年 | 嘉靖24年 | 嘉靖25年 |